# Off-topic
Der Begriff off-topic, auch offtopic, off topic oder out of topic, kurz auch OT, kommt aus dem Englischen und bedeutet etwa so viel wie abseits des eigentlichen Themas oder ohne Bezug zum Thema. Vor allem bei der Kommunikation im Internet dient er als Hinweis dafür, dass ein Beitrag oder eine E-Mail ganz oder auch in Teilen nicht auf das eigentliche Thema Bezug nimmt. Er signalisiert den Lesern schon vor dem Öffnen eines Beitrages, dass sich dieser nicht mit dem eigentlichen Thema befasst. Der Leser kann Zeit sparen, indem er diesen Beitrag überspringt.
Der Begriff off-topic ist demnach auch nur dann sinnvoll anwendbar, wenn Menschen innerhalb eines Mediums miteinander diskutieren, welches ein bestimmtes Thema vorgibt (zum Beispiel im Usenet, in Foren oder Mailinglisten). In einem privaten Mail-Austausch zwischen zwei Personen etwa ist nichts off-topic, da beide Verfasser im Normalfall nur Äußerungen tätigen, von denen sie glauben, dass sie für den jeweils anderen von Interesse sind.
In Internet-Foren werden themenfremde Beiträge bisweilen von den Moderatoren oder Administratoren in spezielle Foren verschoben oder gelöscht mit dem Hinweis, dass diese off-topic seien. Dies ist vor allem dann der Fall, wenn sich die Diskutanten vom eigentlichen Thema entfernt haben und ein anderes Thema debattieren.
Im Usenet handelt es sich fast immer um einen Verstoß gegen die Charta der jeweiligen Newsgroup, weil die Charta im Allgemeinen das Thema vorschreibt. Der Schaden kann in einer Zerstörung der Übersichtlichkeit bestehen, vor allem, wenn es sich um eine Kleinanzeigen-Newsgroup handelt, in der nicht diskutiert werden darf. Eine Schadensbegrenzung besteht darin, das Followup-To: auf die richtige Newsgroup zu setzen, in der dann nachfolgende Artikel des Threads erscheinen.
Um anderen Benutzern das Filtern zu erleichtern, kennzeichnet man in Mailinglisten eine E-Mail mit Off-topic-Inhalt durch ein OT: bzw. ein Offtopic am Anfang des Betreffs.